# Tallkrogen (metropolitana di Stoccolma)
Tallkrogen è una stazione della metropolitana di Stoccolma.
È posizionata geograficamente presso l'omonimo quartiere, a sua volta compreso nella circoscrizione di Enskede-Årsta-Vantör. Si trova sul tracciato della linea verde T18 della rete metroviaria locale, tra le fermate Skogskyrkogården e Gubbängen.
Aprì ufficialmente in data 1º ottobre 1950, stesso giorno in cui divenne operativo il prolungamento della tratta da Slussen fino a Hökarängen.
La piattaforma, situata in superficie su un cavalcavia, è accessibile dall'unica entrata presente, la quale è ubicata all'incrocio fra le strade Tallkrogsvägen e Victor Balcks väg.
La stazione è stata progettata dall'architetto Peter Celsing, mentre l'artista Kristina Anshelm nel 1999 vi ha apportato contributi artistici decorativi.
L'utilizzo medio quotidiano durante un normale giorno feriale è pari a 2.200 persone circa.

## Tempi di percorrenza
| Linea | Capolinea     | Tempo  | Stazione                                                 | Tempo                            |
| T18   | Alvik         | 32 min | Skärmarbrink Gullmarsplan Slussen Gamla stan T-Centralen | 7 min 9 min 13 min 14 min 18 min |
| T18   | Farsta strand | 9 min  | Skärmarbrink Gullmarsplan Slussen Gamla stan T-Centralen | 7 min 9 min 13 min 14 min 18 min |